# Dímer

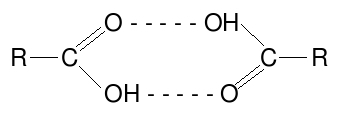
Dímer com a concepte físic

- En química, un dímer (format de dos parts) és una molècula composta per dues unitats similars o monòmers enllaçats. És un cas especial de polímer. Els dímers més comuns són els sucre; sacarosa, per exemple, és un dímer d'una molècula de glucosa i una molècula de fructosa.

- En física un dímer és un terme aplicat a la interacció intermolecular de dos molècules idèntiques més properes i juntes que altres. No hi ha enllaços covalents entre els molècules que constitueixen un dímer físic. L'àcid acètic és un exemple on els enllaços d'hidrogen proporcionen la interacció.

- En biologia un dímer és una proteïna composta per dues subunitats. En un homodímer les dues subunitats són idèntiques, i en un heterodímer són diferents.

- Dímer és una localitat d'Ucraïna.